# Ducado de Santo Gémini
El Ducado de Santo Gémini es un título nobiliario español, creado el 24 de abril de 1724, por el rey Luis I, con carácter personal, a favor de Alessandro Lante Montefeltro della Rovere, quién tomó el nombre de Alejandro Fernández de Córdoba y Lante, principe della Roca Sinibaldo, en Italia.
Alejandro Fernández de Córdoba y Lante, era el segundo hijo varón de Antonio Lante Monefeltro della Rovere, II duca di Bomarzo, I principe di Belmonte, noble de la ciudad de Pisa (Italia), y de Louise-Angélique-Charlotte de la Tremouille, hija a su vez de Luis de la Tremouille, I duc du Noirmountier.

## Duques de Santo Gémini
|                     | Titular                                | Periodo             |
| Creación por Luis I | Creación por Luis I                    | Creación por Luis I |
| ------------------- | -------------------------------------- | ------------------- |
| I                   | Alejandro Fernández de Córdoba y Lante | 1724-1732           |
| ÚNICO TITULAR       |                                        |                     |

## Historia de los duques de Santo Gémini
- Alejandro Fernández de Córdoba y Lante (1691-1732), I duque de Santo Gémini, otorgado con carácter personal, no hereditario. Abandonó España al ponerse al servicio del Infante Felipe de Borbón-Parma, que había sido nombrado duque soberano de Parma.

1. Casó con Francisca Javiera Fernández de Córdoba Carrillo y Mendoza, que tomó el nombre de Francisca Javiera Fernández de Córdoba y Pardo de la Casta, XVI condesa de Priego, VII marquesa de La Casta, condesa de Alacúas, baronesa de Bolbaite, hija de José Antonio de Córdoba Garcés de Heredia Carrillo y Mendoza, XV conde de Priego, II marqués de Moratalla, y de María Teresa Pardo de la Casta y Palafox, VI marquesa de la Casta, condesa de Alacúas y baronesa de Bolbaite.

Sus descendientes heredaron los títulos de condes de Priego etc.. No así el ducado de Santo Gémini que no se llegó a conceder ni a rehabilitar nunca más, pasando a ser solo un título histórico.